# سيمون ديفيز (مقدم تلفزيوني)
سيمون ديفيز (بالإنجليزية: Simon Davies)‏ هو مقدم تلفزيوني بريطاني، ولد في 7 مايو 1957.